# Ruhla
Ruhla je město nacházející se v západní části německé spolkové země Durynsko. Město leží na úpatí Durynského lesa, asi 50 kilometrů od Erfurtu.

## Geografie
Sousední obce: Wutha-Farnroda, Seebach, Hörselberg-Hainich, Etterwinden a Marksuhl.

## Historie
První zmínka o městě pochází z roku 1355.

## Památky
Mezi významné památky patří evangelický kostel sv. Konkordie z roku 1661. V hrázděném domě v centru města je muzeum dýmek a městské historie.

## Náboženství
Ve městě jsou tři náboženské obce: luteránská, římskokatolická a novoapoštolská. Největší počet věřících se hlásí k protestantům.

## Osobnosti obce
- Friedrich Lux, hudební skladatel a varhaník
- Gertrud Alexanderová, politička a spisovatelka

## Partnerská města
- Escaudain
- Schalksmühle